# Báguanos
Báguanos è un comune di Cuba, situato nella provincia di Holguín.